# Phyllophryno antennalis
Phyllophryno antennalis är en tvåvingeart som beskrevs av Townsend 1927. Phyllophryno antennalis ingår i släktet Phyllophryno och familjen parasitflugor.
Artens utbredningsområde är Peru. Inga underarter finns listade i Catalogue of Life.